# 南京学生联合会日刊
南京学生联合会日刊，是南京学生联合会创办的日刊，发行所位于江苏省教育分会事务所内。1919年6月23日创刊，9月11日因学联改组停刊。张闻天在此刊发表了三十多篇文章。